# Bourg (Chine)
Pour les articles homonymes, voir Bourg.
Le bourg (chinois simplifié : 镇 ; chinois traditionnel : 鎮 ; pinyin : zhèn) est une division administrative du niveau cantonal (乡级) en République populaire de Chine.